# Delias mitisi
Delias mitisi is een vlindersoort uit de familie van de Pieridae (witjes), onderfamilie Pierinae.
Delias mitisi werd in 1895 beschreven door Staudinger.